# Saginaw (Missouri)
Pour les articles homonymes, voir Saginaw.
Saginaw est un village du comté de Newton, dans le Missouri, aux États-Unis,. Situé au nord du comté, en banlieue sud de Joplin, il est incorporé en 1957.

## Démographie
Lors du recensement de 2010, le village comptait une population de 297 habitants. Elle est estimée, en 2016, à 310 habitants.

### Source de la traduction
- (en) Cet article est partiellement ou en totalité issu de l’article de Wikipédia en anglais intitulé « Saginaw, Missouri » (voir la liste des auteurs).